# Mothern
Mothern (en alsacià Modere) és un municipi francès, situat a la regió del Gran Est, al departament del Baix Rin. L'any 1999 tenia 1.933 habitants.
Forma part del cantó de Wissembourg, del districte de Haguenau-Wissembourg i de la Comunitat de comunes de la Plana del Rin

## Demografia
| 1962  | 1968  | 1975  | 1982  | 1990  | 1999  |
| ----- | ----- | ----- | ----- | ----- | ----- |
| 1.505 | 1.521 | 1.621 | 1.610 | 1.721 | 1.933 |

## Administració
| Període    | Identitat                 | Partit |
| ---------- | ------------------------- | ------ |
| 19457-1947 | Gilles Meyer              |        |
| 1947-1953  | Joseph Fritz              |        |
| 1953-1959  | Alphonse Gehrard          |        |
| 1959-1977  | Marcel Hiegel             |        |
| 1977-1989  | Alfred Meyer              |        |
| 1989-2008  | Antoine Meyer             |        |
| 2008-      | Marie-Bernadette Butzerin |        |